# Can Vidalet (métro de Barcelone)
Can Vidalet est une station de la ligne 5 du métro de Barcelone.

## Situation sur le réseau
La station se situe sous la rue de Maladeta (Carrer Maladeta), sur la frontière entre les territoires des communes de L'Hospitalet de Llobregat et Esplugues de Llobregat. Elle s'intercale entre les stations Can Boixeres et Pubilla Cases.

## Histoire
La station ouvre au public en 1976, avec la mise en service d'un prolongement de la ligne V et sous le nom de Maladeta. Elle prend son nom actuel en 1982, alors que les chiffres arabes remplacent les chiffres romains dans la numérotation des lignes.